# Giovanni Acerbi (destroyer)
Pour les articles homonymes, voir Giovanni Acerbi.
Le Giovanni Acerbi (fanion « AC ») était un destroyer (puis, plus tard, un torpilleur) italien, de la classe Giuseppe Sirtori, lancé en 1917 pour la Marine royale italienne (en italien : Regia Marina).

## Description
Ces navires avaient une longueur totale de 73,5 mètres, une largeur de 7,3 mètres et un tirant d'eau de 2,9 mètres. Ils déplaçaient 845 tonnes à charge normale, et 865 tonnes à pleine charge. Leur effectif était de 78 officiers, sous-officiers et marins.
Les Giuseppe Sirtori étaient propulsés par deux turbines à vapeur Tosi, chacune entraînant un arbre d'hélice et utilisant la vapeur fournie par quatre chaudières Thornycroft. La puissance nominale des turbines était de 16 000 chevaux-vapeur (11 700 kW) pour une vitesse de 30 nœuds (55 km/h) en service. Ils avaient une autonomie de 2 100 milles nautiques (3 890 km) à une vitesse de 14 nœuds (26 km/h). Ils transportaient 160 tonnes de naphte.
Leur batterie principale en 1920 était composée de 5 canons Schneider Modèle 1917 de 102/45 mm. La défense antiaérienne (AA) des navires de la classe Giuseppe Sirtori était assurée par 2 canons simple Vickers-Terni de 40/39 mm. Ils étaient équipés de 4 tubes lance-torpilles de 450 millimètres dans deux supports doubles au milieu du navire.

## Construction et mise en service
Le Giovanni Acerbi est construit par le chantier naval Cantiere navale di Sestri Ponente à Sestri Ponente en Italie, et mis sur cale le 2 février 1916. Il est lancé le 14 février 1917 et est achevé et mis en service le 26 février 1917. Il est commissionné le même jour dans la Regia Marina.

## Histoire de service

### La Première Guerre mondiale

#### 1917
Dans la nuit du 14 au 15 mai 1917, le canal d'Otrante fait l'objet d'une double attaque austro-hongroise visant à détruire les dériveurs, des bateaux de pêche armés qui patrouillent sur le barrage anti-sous-marin du canal d'Otrante (14 sont coulés de 4h20 à 5h47 par les croiseurs éclaireurs austro-hongrois (K.u.k. Kriegsmarine) SMS Saida, SMS Helgoland et SMS Novara), et, à titre de diversion, de détruire un convoi italien à destination de l'Albanie (dans l'affrontement, qui dure de 3h06 à 3h45, les destroyers austro-hongrois SMS Csepel et SMS Balaton coulent le vapeur Carroccio et le destroyer Borea, la seule unité d'escorte, et endommagé les vapeurs Verità, gravement, et Bersagliere, plus légèrement). À 4h50 le 15 mai, à la suite des nouvelles de ces attaques (qui sont arrivées 40 minutes plus tôt), les destroyers Rosolino Pilo et Antonio Mosto et le croiseur léger britannique HMS Bristol (1910) prennent la mer, se dirigeant vers le nord-est pour intercepter la formation navale ennemie. À 5h36, le Acerbi appareille également (à 3h30, les chaudières sont allumées et il est prêt à partir dans la demi-heure), sous le commandement du capitaine de corvette (capitano di corvetta) Vannutelli, au sein d'une formation comprenant le croiseur britannique HMS Dartmouth (1911) (navire-amiral du contre-amiral italien Alfredo Acton) et le destroyer Simone Schiaffino, rejoint à 7h40 par le croiseur éclaireur Aquila,. Les deux formations (HMS Bristol, Pilo et Mosto et HMS Dartmouth, Aquila, Acerbi et Schiaffino) unissent leurs forces entre 6h56 et 7h12 (mais elles n'ont pas pu dépasser 24 nœuds (45 km/h)) à cause du HMS Bristol, qui a besoin de travaux et ne peut pas atteindre sa vitesse maximale), et à 7h45 elles aperçoivent, au cap 035° et à une vitesse de 24 nœuds, de la fumée à l'arrière tribord, qui s'avère être le SMS Csepel et le SMS Balaton revenant de leur attaque sur le convoi. À 8h10 (l'ordre est donné à 7h50 ou 8 h, selon les sources), les destroyers et le Aquila sont envoyés contre les unités ennemies, tandis que les plus gros navires manœuvrent pour couper leur route de fuite vers Kotor. Le Aquila avance au centre et en tête de la formation, à une vitesse de 35-36 nœuds, avec le Mosto et le Schiaffino à tribord et le Acerbi et le Pilo à bâbord.

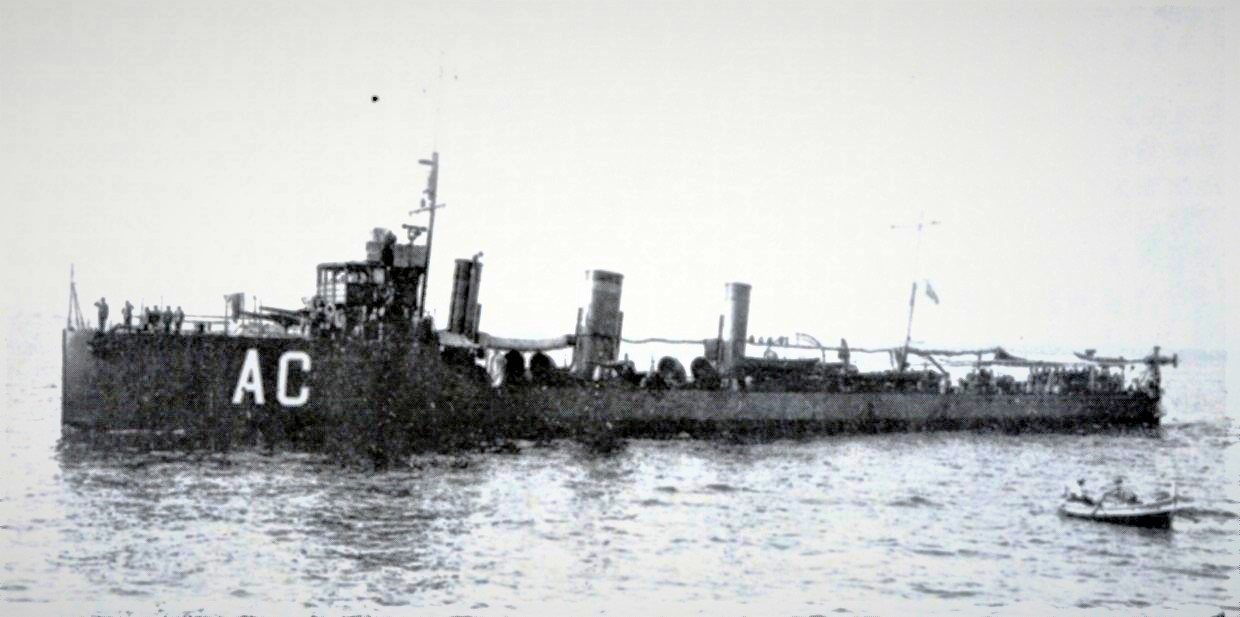
Le Acerbi, probablement dans ses premières années de service

À 8h15, les formations ennemies ouvrent le feu à une distance de 11 400 mètres: le SMS Balaton est immédiatement touché par des tirs, mais le Aquila est immobilisé, après quoi les deux destroyers ennemis se déplacent vers la côte, obtenant ainsi la protection des batteries côtières et éloignant les poursuivants,. À 8h45, cependant, le SMS Saida, le SMS Helgoland et le SMS  Novara, venant du sud-ouest, arrivent sur les lieux de la bataille et se dirigent vers la zone où se trouve le Aquila endommagé. Par conséquent, vers 9h05, le HMS Dartmouth, le HMS Bristol, le Acerbi et le Mosto (ces deux derniers ayant rejoint les deux croiseurs britanniques qui se déplacent à l'arrière du HMS Bristol) se placent entre le navire immobilisé et les navires ennemis, ouvrant le feu à 9h30, à 8 500 mètres. Les trois navires autrichiens se replient au nord-ouest et la formation anglo-italienne les suit à des distances comprises entre 4 500 et 10 000 mètres, en continuant à tirer: en tête de la ligne alliée se trouve le HMS Dartmouth, suivi dans l'ordre par le HMS Bristol, qui est à la traîne, le Acerbi et le Mosto. Le Acerbi ouvre le feu à 9 500 mètres, après quoi, à l'initiative du commandant, il dépasse le HMS Bristol et se place derrière le HMS Dartmouth.

En raison de la lenteur du HMS Bristol, la distance entre les deux formations augmente, passant de 6 000 mètres à 9h45 à 7 400 à 10h, 8 800 à 10h20 et 9 800 à 10h24, et le poids du combat tombe presque exclusivement sur le HMS Dartmouth et le Acerbi, le seul destroyer en position adéquate pour tirer. Tous les grands navires sont endommagés dans la bataille: le HMS Bristol est touché trois fois, le HMS Dartmouth quatre fois, le SMS Saida une fois, le SMS Helgoland trois fois et le SMS Novara onze fois. Le HMS Dartmouth, arrivé près du SM Saida, fait signe aux autres unités de le suivre, mais le Acerbi, n'ayant probablement remarqué que le premier drapeau du signal (peut-être à cause de la fumée qui couvrait les autres), qui seul signifiait "attaque de la formation ennemie", se déplacent à 9 500 mètres des trois éclaireurs austro-hongrois (le SMS Novara est immobilisé et se prépare à être remorqué) et ouvrent le feu à 11h15, en continuant à tirer à une cadence très intense à 8 000-9 000 mètres et en resserrant les distances jusqu'à 7 300 mètres. La situation aurait été favorable à une attaque si le Acerbi avait été couvert par des croiseurs britanniques, mais il n'y a pas un tel soutien, de sorte que le destroyer se retrouve seul sous le feu de l'artillerie du SMS Saida, du SMS Helgoland et du SMS Novara, et, en raison du feu ennemi, ne peut pas s'approcher suffisamment pour lancer ses torpilles. Par la suite, l'un des canons du Acerbi s'enraye, de sorte que le navire doit se retirer à 10 000-11 000 mètres pour résoudre le problème. Pendant que ce travail est en cours, le navire est soumis à une attaque aérienne, et à 11h36, le HMS Dartmouth transmet par radio un ordre aux autres navires de se regrouper, de sorte que le Acerbi revient avec le reste de la formation, abandonnant l'attaque et signalant au HMS Dartmouth qu'un des croiseurs éclaireurs ennemis (le SMS Novara) est immobilisé. En fait, la formation anglo-italienne doit interrompre l'action et s'éloigner à 12h05, car, ayant atteint la base austro-hongroise de Kotor, le croiseur blindé SMS Sankt Georg et les destroyers SMS Tátra et SMS Warasdinier sont également partis pour renforcer les croiseurs éclaireurs ennemis. Pendant le voyage de retour, à 13h35, le sous-marin (U-boot) austro-hongrois U 89 (qui est en fait l'UC 25 allemand déguisé) attaque la formation (composée du HMS Dartmouth, du Acerbi, des destroyers italiens Impavido, Indomito et Insidioso et des destroyers français Casque et Faulx, ces derniers ayant rejoint la formation à 13h00), qui avance à 20-25 nœuds (37-46 km/h), touchant le HMS Dartmouth avec une torpille sur le côté bâbord, au niveau du pont. Abandonné par l'équipage à 14h30, le croiseur peut néanmoins être remorqué jusqu'à Brindisi, où il arrive à 3 heures du matin,.
Dans la nuit du 13 au 14 août 1917, le navire quitte Venise avec les autres unités de son escadron (les navires-jumeaux Vincenzo Giordano Orsini, Giuseppe Sirtori, Francesco Stocco) et six autres destroyers (Animoso, Ardente, Audace et Giuseppe Cesare Abba, qui forment un escadron, ainsi que Carabiniere et Pontiere, qui forment une section) pour affronter un groupe de navires ennemis, à savoir les destroyers SMS Streiter, SMS Réka, SMS Velebit, SMS Scharfschütze et SMS Dinara et 6 torpilleurs, qui ont soutenu un raid aérien contre la place forte vénitienne (lors de l'attaque, menée par 32 avions, l'hôpital de San Giovanni e Paolo est touché et il y a 14 morts et environ 30 blessés). Seul le Orsini réussit à avoir un contact bref et fugace avec les navires autrichiens, mais il doit l'interrompre car il risque d'être envoyé contre les champs de mines ennemis. Perdue de vue, la formation austro-hongroise peut s'éloigner sans problème.

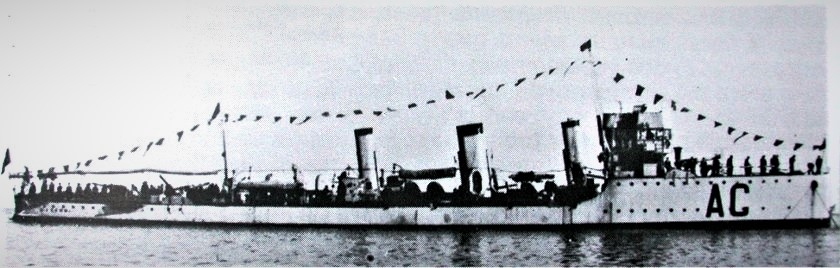
Le torpilleur photographié sur le travers

Le 29 septembre de la même année, le navire sort en mer avec le reste de l'escadron " Orsini " (Abba, Stocco et Orsini), le croiseur éclaireur Sparviero et l'escadron de destroyers " Audace " (destroyers Ardente, Ardito et Audace) pour soutenir un bombardement effectué par 10 avions Caproni du Regio Esercito contre Pula. Plus ou moins au même moment, des hydravions austro-hongrois attaquent Ferrare, mettant le feu au dirigeable M 8. En soutien à cette attaque se trouvent les destroyers austro-hongrois SMS Turul, SMS Velebit, SMS Huszár et SMS Streiter et les torpilleurs TB 90F, TB 94F et TB 98M (selon d'autres sources, il y a quatre torpilleurs). Avertie de cette attaque, la formation italienne met le cap sur Rovinj, au large duquel les navires ennemis revenant de l'action seraient probablement passés. À 22h03, en effet, le Sparviero aperçoit des unités inconnues à quelques milles de là, et deux minutes plus tard, les groupes adverses ouvre le feu en engageant une brève escarmouche en soirée. Ayant atteint une distance de 2 000 mètres, les navires ouvrent un feu d'artillerie intense. Selon des sources italiennes, la bataille se termine à 22h30, lorsque les deux formations perdent le contact en raison de leurs itinéraires divergents (les deux groupes reprennent ensuite le contact à 22h45, mais le perdent complètement après quelques minutes), sans obtenir de résultats significatifs. Selon des sources austro-hongroises, le Sparviero (navire-amiral du commandant de la formation, Ferdinand de Savoie-Gênes), après avoir été sérieusement endommagé par un coup, quitte la ligne de bataille et, par conséquent, les autres navires italiens arrêtent également la bataille et se retirent, tandis que du côté autrichien, le SMS Velebit est endommagé par un obus italien qui met les systèmes de direction hors service et provoque un incendie. Le SMS Streiter prend le navire endommagé en remorque, mais à ce moment-là, deux destroyers italiens arrivent et se sont approchés à moins de mille mètres, mais s'éloignent après avoir été visés par le SMS Streiter, le SMS Velebit et les torpilleurs.
Le 16 novembre 1917, le Acerbi quitte Venise et est envoyé, avec le Animoso, le Ardente, le Abba, le Audace, le Stocco et le Orsini, pour contrer le bombardement effectué par les cuirassés austro-hongrois SMS Wien et SMS Budapest contre les batteries d'artillerie et les lignes italiennes de Cortellazzo (les deux cuirassés arrivent à 10h35 devant Cortellazzo, ouvrant ainsi le feu sur les troupes italiennes et étant contrées immédiatement par l'artillerie terrestre puis par trois attaques aériennes. Après avoir cessé le feu à 11h52 pour ne pas gêner leurs propres troupes au sol, les deux unités reviennent à portée de tir à 13h30, ouvrant le feu cinq minutes plus tard). Les destroyers, qui se sont déplacés à l'ouest de la zone attaquée, soutiennent l'attaque des vedettes-torpilleurs MAS 13 et 15, qui, avec celles des avions et des sous-marins F 11 et F 13 contribuent à perturber l'action de l'ennemi jusqu'au retrait des deux cuirassés.
Le 28 novembre, les Sirtori, Stocco, Acerbi, Orsini, Animoso, Ardente, Ardito, Abba et Audace, ainsi que les croiseurs éclaireurs Aquila et Sparviero, quittent Venise et, avec quelques hydravions de reconnaissance, partent à la recherche d'une formation austro-hongroise qui a attaqué la côte italienne. Les destroyers SMS Triglav, SMS Reka et SMS Dinara et les torpilleurs TB 78, 79, 86 et 90 ont en effet endommagé un train et les lignes ferroviaires et télégraphiques à l'embouchure du Metauro, tandis qu'un deuxième groupe, composé des destroyers SMS Dikla, SMS Streiter et SMS Huszar et de quatre torpilleurs, a attaqué sans succès d'abord Porto Corsini et ensuite Rimini. Les deux formations se réunissent alors, entamant leur voyage de retour et subissant quelques attaques d'hydravions. Les navires italiens doivent abandonner la poursuite lorsqu'ils arrivent en vue des navires ennemis près du cap Kamenjak, trop près de Pula, la principale base navale austro-hongroise.

#### 1918
Le 10 février 1918, le navire est envoyé à Porto Levante avec le croiseur éclaireur Aquila et les destroyers Sirtori, Stocco, Ardente et Ardito (la formation est sous le commandement du capitaine de frégate (capitano di fregata) Pietro Lodolo et, selon certaines sources, comprend également la vedette-torpilleur MAS 18) pour fournir un soutien éventuel au raid du MAS qui sera plus tard connu sous le nom de Camouflet de Bakar (en italien: Beffa di Buccari). Les navires, amarrés à Porto Levante, se tiennent prêts à intervenir sur ordre du commandant en chef vénitien (selon d'autres sources, ils croisent pour se protéger), mais leur intervention n'est pas nécessaire.
Dans la nuit du 13 au 14 mai de la même année, les Acerbi, Orsini, Sirtori, Stocco et Animoso, ainsi que les torpilleurs côtiers 9 PN et 10 PN et les vedettes-torpilleurs MAS 95 et 96, soutiennent la tentative d'attaque infructueuse de la barque- torpilleur "Grillo" contre la base de Pula,. L'opération, sous le commandement du capitaine de frégate (capitano di fregata) Costanzo Ciano, a déjà été tentée mais avortée dans les nuits du 8 au 9 avril, du 12 au 13 avril, du 6 au 7 mai, du 9 au 10 mai et du 11 au 12 mai. Les navires ont quitté Venise à 17 h 30 le 13 mai. Le MAS remorque la barque "Grillo", dont le remorquage, étant arrivé au point prévu, est laissé à 2h18,. L'attaque du "Grillo" a lieu entre 3h16 et 3h18, sans résultat et conduit à la destruction de la barque. Le MAS, éclairé par des projecteurs à 3h35 puis à 3h40, s'éloigne et rejoint les destroyers d'appui à 5h00 du matin, puis reveient au port.

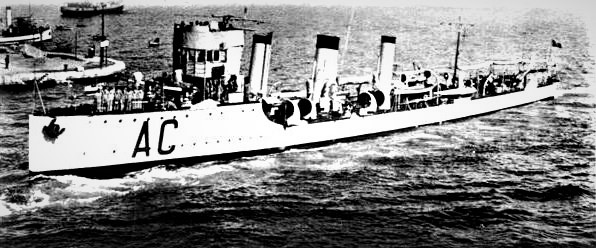
Le Acerbi en transit dans le canal navigable de Tarente.

Dans la nuit du 1er au 2 juillet 1918, les destroyers Acerbi, Orsini, Sirtori, Stocco, Giuseppe Missori, Giuseppe La Masa et Audace fournissent un appui à distance à une formation de sept torpilleurs (l'escadron composé des torpilleurs côtiers 64 PN, 65 PN, 66 PN, 40 PN et 48 OS, plus, en appui, les torpilleurs de haute mer Climene et Procione) qui bombardent les lignes austro-hongroises entre Cortellazzo et Caorle (en se déplaçant à faible vitesse entre les deux endroits) et simulent ensuite un débarquement (les torpilleurs 15 OS, 18 OS et 3 PN et quelques pontons de débarquement factices remorqués sont utilisés à cet effet) pour distraire les troupes ennemies et favoriser l'avance italienne. Le groupe de destroyers se heurte également aux destroyers austro-hongrois SMS Csikós et SMS Balaton et à deux torpilleurs (TB 83F et TB 88F), en mer en appui d'une attaque aérienne sur Venise,. Les unités ennemies, parties de Pula en fin de soirée du 1er juillet, ont été attaquées sans succès avec une torpille d'un MAS (lancé contre le SMS Balaton, dont la chaudière est en panne) aux premières lueurs de l'aube du 2 juillet. Les destroyers italiens arrivent en vue des autrichiens à 3h10 du matin et ouvrent le feu, provoquant la réaction immédiate de l'artillerie des unités austro-hongroises: un bref échange de coups de feu s'ensuit, au cours duquel les navires ennemis, en particulier le SMS Balaton, subissent quelques dommages. Pendant la bataille, le Stocco est endommagé, avec quelques morts et blessés parmi l'équipage et un incendie à bord qui l'oblige à s'arrêter (après avoir évité deux torpilles en manœuvrant), de sorte que le Acerbi doit s'arrêter pour aider son navire-jumeau. Le SMS Balaton, touché par plusieurs obus sur le pont avant, se déplace vers une position plus avancée, tandis que le Missori, le Audace et le La Masa se heurtent au SMS Csikós et aux deux torpilleurs. Les deux formations tirent leurs torpilles en vain, tandis que le SMS Csikós est touché par un obus dans la chaufferie arrière et que les deux torpilleurs sont également touchés par un tir chacun. Après un certain temps, les unités italiennes se détournent et poursuivent leur tâche, tandis que les unités autrichiennes se replient vers Pula,.
Le matin du 4 novembre 1918, le Acerbi, le Orsini, le Sirtori et le Stocco quittent Venise avec le vieux cuirassé Emanuele Filiberto (navire-amiral du contre-amiral Rainer, qui commande l'opération), pour prendre possession de Rijeka. Pendant la navigation, le Acerbi, sous le commandement du capitaine de corvette (capitano di corvetta) Po, est détaché pour l'occupation de la ville d'Opatija. Le 4 novembre à midi, le destroyer accoste à Opatija où il débarque un peloton de marins avec une mitrailleuse et hisse un drapeau italien, mais la situation reste assez incertaine en raison de la tension entre les composantes italienne (minoritaire dans cette localité) et yougoslave (qui proteste contre le hissage du drapeau italien), si bien que la prise de contrôle est simplement formelle, sans véritable occupation. Le même jour, le navire est également envoyé à Volosca, pour vérifier la situation et prendre contact (l'île est ensuite occupée par le Sirtori le 11 novembre). Le 8 novembre, le Acerbi est envoyé à Lošinj, où se trouve déjà le Orsini, car même sur cette île (à majorité italienne mais avec la présence de nombreux soldats yougoslaves) il y a de fortes tensions, qui ne sont résolues que le 20 novembre avec l'occupation définitive de l'île, le désarmement et l'expulsion des soldats yougoslaves, transférés à Rijeka, et la saisie du matériel de guerre, d'un yacht et de quelques navires marchands.

### Les années 1920 et 1930

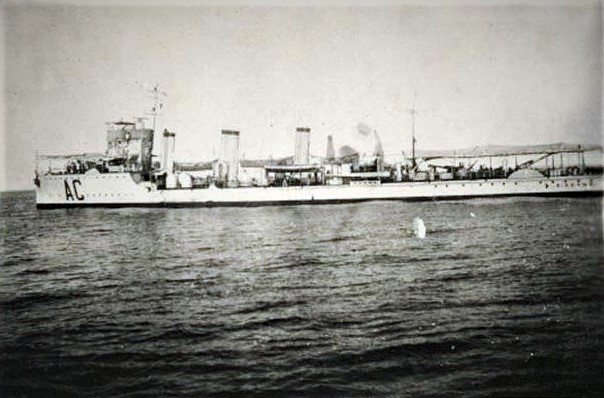
Le navire dans les années 1930.

En 1920, le navire subit des modifications qui voient le remplacement des 6 canons simples de 102/35 mm Schneider-Armstrong 1914-15 par ceux plus modernes de 102/45 Schneider-Armstrong 1917,.
En 1929, l'unité, avec ses navires-jumeaux Sirtori et Stocco et le Ippolito Nievo de la classe Rosolino Pilo, forme le Xe escadron de destroyers qui, avec le IXe escadron de destroyers (cinq unités) et le croiseur éclaireur Aquila, forme la 5e flottille de la division spéciale, qui comprend également le croiseur éclaireur Brindisi.
Le 1er octobre 1929, le Acerbi, comme ses navires-jumeaux, est déclassé en torpilleur.
En 1935, l'unité est commandée par le lieutenant de vaisseau (tenente di vascello) Adriano Foscari, futur médaillé d'or de la valeur militaire.

### La Seconde Guerre mondiale
Lorsque l'Italie entre dans la Seconde Guerre mondiale, le 10 juin 1940, le Acerbi et le Orsini sont basés à Massaoua, en Érythrée, une base italienne sur la mer Rouge. Les deux navires dépendent directement du commandement de la Marina à Massaoua.
Le matin du 27 juin 1940, le torpilleur appareille de Massaoua avec les destroyers Leone et Pantera pour sauver le sous-marin Perla, qui s'est échoué après que les vapeurs de chlorure de méthyle aient intoxiqué la plupart de l'équipage,. Cependant, la formation (privée du Leone, qui est retourné presque immédiatement à cause des dommages) doit faire demi-tour lorsqu'elle est avertie qu'une force navale ennemie plus importante, composée du croiseur léger néo-zélandais HMNZS Leander et des destroyers HMS Kandahar (F28) et HMS Kingston (F64), a pris la mer pour attaquer le Perla,. Le sous-marin, sauvé par l'intervention de l'armée de l'air, peut alors être provisoirement réparé puis remorqué à Massaoua le 20 juillet.
Le 6 (pour d'autres sources le 8) août de la même année, vers six heures du soir, le Acerbi, alors qu'il est amarré à Massaoua, est touché par une salve de bombes lors d'un raid aérien de deux (pour d'autres sources trois) bombardiers britanniques Bristol Blenheim,,,. Une bombe touche le navire au niveau de la troisième cheminée, explosant dans la salle des machines et endommageant gravement le pont et la cheminée au-dessus, tout en faisant de nombreuses victimes. Quinze hommes sont tués et deux fois plus sont blessés.

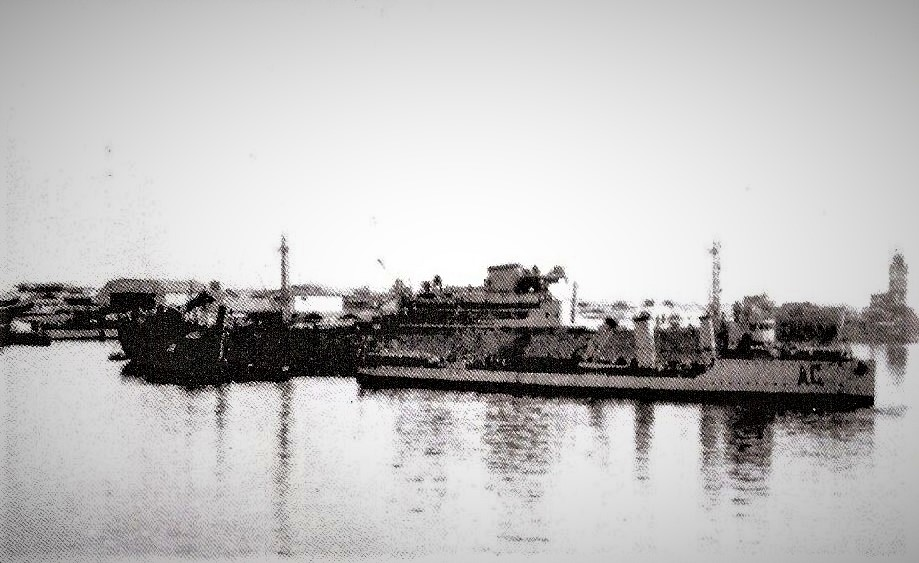
Massaoua, août 1940 : l'épave du Acerbi, gravement endommagée (la troisième cheminée est fortement inclinée), amarrée près d'un navire à moteur de type RAMB.

Les dommages sont si graves qu'ils sont presque irréparables: le navire, qui ne peut plus naviguer et est considéré comme inutilisable, est d'abord remorqué jusqu'au quai, puis amarré à un quai, étant privé de quatre (selon d'autres sources cinq, ou les six) des canons de 102/45 mm et d'une partie des mitrailleuses, qui sont utilisés pour renforcer les défenses anti-aériennes de Massaoua. Quatre canons de 102/45 mm, en particulier, sont placés près de Ras Cambit, sur l'île de Dahlak Kebir, pour armer la batterie anti-navires "Acerbi-Ma 314", tandis qu'un autre va, avec deux autres canons 102/35 mm pris sur le mouilleur de mines Ostia, armer la batterie anti-navires "Ma 370" placée près du port de Massaoua, et quelques mitrailleuses 40/39 allèrent intégrer les défenses de Massaoua.
Les sources diffèrent quant au sort final du Acerbi, désormais réduit à une épave flottante. Selon une version, le 4 avril 1941, quelques jours avant l'occupation britannique de Massaoua, le torpilleur est à nouveau touché par des bombardiers britanniques (ou par des bombardiers-torpilleurs Fairey Swordfish du porte-avions britannique HMS Eagle (94)) et coule dans le port de la ville,,. Selon d'autres sources, au contraire, le Acerbi, qui flotte encore avant la chute de la forteresse, es remorqué jusqu'à l'entrée du port militaire où il se saborde tout seul (selon les cartes établies par les autorités britanniques, l'épave du Acerbi a en effet été retrouvée dans cette position), avec les navires à vapeur Moncalieri, XXIII Marzo, Oliva et Impero, afin d'en bloquer l'accès, dans le cadre du plan visant à bloquer et à rendre inutilisable le port de Massaoua avant sa conquête par les forces britanniques,, (ces sources ne précisent pas la date du naufrage, sauf une, qui le situe le 4 avril 1941).

## Sources
- (it) Cet article est partiellement ou en totalité issu de l’article de Wikipédia en italien intitulé « Giovanni Acerbi (cacciatorpediniere) » (voir la liste des auteurs).